# E.G. Marshall
E. G. Marshall, e.g. Everett Eugene Grunz, född 18 juni 1914 i Owatonna, Minnesota, död 24 augusti 1998 i Bedford, Westchester County, New York, var en amerikansk skådespelare.
Född i Minnesota av föräldrar av norskt ursprung. Filmdebut 1945. Denne kraftfulle karaktärsskådespelare hade framgångar på såväl scen som TV och film. Han är kanske mest känd för sin roll som rättänkade advokat i TV-serien Försvarsadvokaterna, för vilken han belönades med en Emmy Award två gånger (1962 och 1963).

## Filmografi i urval
- 1945 – Huset vid 92:dra gatan
- 1954 – Myteriet på Caine
- 1954 – Den brutna lansen
- 1957 – 12 edsvurna män
- 1961–1964 – Försvarsadvokaterna (TV-serie)
- 1970 – Tora! Tora! Tora!
- 1978 – Interiors
- 1981 – Superman II – Äventyret fortsätter
- 1982 – Creepshow
- 1987 – Alfred Hitchcock presenterar, avsnitt The Impatient Patient (gästroll i TV-serie)
- 1989 – Ett päron till farsa firar jul
- 1992 – Lek till döds
- 1994–1995 – Chicago Hope (TV-serie)
- 1995 – Nixon
- 1997 – Absolut makt